# 式守伊之助 (3代)
3代 式守 伊之助（さんだい しきもり いのすけ、安永4年（1775年） - 天保3年3月21日（1832年4月21日））は、大相撲の立行司。本名は穂谷?。出身地は現在の埼玉県上尾市?。

## 人物
初代伊之助の弟子で、初代式守卯之助を名乗り、地道に昇進していった。だが、寛政7年（1796年）から13年間も姿を消した（理由は不明）。文化5年（1808年）10月に復帰し、文政3年（1820年）に3代伊之助を襲名して次席に就いた。同6年（1823年）と13年（1830年）2回の上覧の栄誉を賜った。文政13年（1830年）11月に現役を退き、2年後の天保3年（1832年）に没した。